# Rondvaartboot
Een rondvaartboot is een boot waarmee toeristen een boottocht kunnen maken via een toeristisch interessante vaarroute. In historische steden en in natuurgebieden worden regelmatig rondvaarten aangeboden.
Rondvaartboten worden, zeker in natuurgebieden maar ook in steden, steeds vaker uitgevoerd als fluisterboot.

## Nederland
In Nederland kunnen rondvaarttochten worden gemaakt in de meeste grotere steden met grachten of singels. Waar met open rondvaartboten wordt gevaren wordt deze vorm van toerisme veelal uitgevoerd door vrijwilligers en medewerkers met een klein vaarbewijs. Er zijn rondvaartboten in 's-Hertogenbosch, Breda, Delft, Heusden, Leiden, Groningen,  Utrecht en Amsterdam. In Maastricht kan een rondvaart op de Maas gemaakt worden (o.a. naar Luik); in Rotterdam op de Nieuwe Maas en door de haven. Ook kleinere steden en dorpjes zoals Giethoorn en Drimmelen staan landelijk bekend om het boottoerisme. 
In sommige Nationale parken in Nederland is water in grote mate aanwezig. Nationaal Park De Biesbosch is per fluisterboot te bezoeken. 
Ook in sommige attractieparken en dierentuinen wordt er gebruik gemaakt van rondvaartboten. In het Nederlandse Themapark Efteling zijn de rondvaartboten aan een kabel gekoppeld, waardoor ze een vaste route afleggen. In Safaripark De Beekse Bergen wordt er gebruik gemaakt van een safariboot om de bezoekers rond te varen.

### Schepen
Er zijn enkele rondvaartboten, die ondanks de benaming toch passagiersschip zijn:
- open rondvaartboten. Als een schip geschikt is om met meer dan 12 passagiers te varen, dan is het formeel een passagiersschip en daarmee volgens de wet een "groot vaartuig". Als open rondvaartboot zijn deze schepen vaak door hun afmeting niet als zodanig herkenbaar, een groot vaartuig is meestal 20 meter of langer. Om dat toch kenbaar te maken voeren open rondvaartboten een gele ruit. Ze mogen nog worden gevaren op alle binnenwateren van zone 4 door schippers met een klein vaarbewijs, op basis van (wat in de branche heet) het Giethoornarrest. Dat is een misleidende aanduiding van artikel 7,5 van de Binnenvaartregeling, het is geen arrest in formele zin. Het artikel wordt echter zo genoemd, omdat de Beulakerwiede en de Belterwiede beide in de omgeving van Giethoorn liggen.[1]
- Rondvaartboten van het Amsterdamse grachtentype. Deze schepen mogen worden gevaren op alle binnenwateren van Zone 3 of 4. Op Zone 3 alleen met toestemming van de vaarwegbeheerder. De schipper dient te beschikken over een Vrijstellingsbewijs Schipper rondvaartboot van het Amsterdamse grachtentype.

Vanaf 18 januari 2022 geldt de nieuwe richtlijn EU 2017/2397 'Erkenning beroepskwalificaties in de binnenvaart' en wordt het klein vaarbewijs voor deze schepen vervangen door het EU-kwalificatiecertificaat schipper. Doordat het wetgevingsproces in Nederland vertraging heeft opgelopen, is de invoering in Nederland uitgesteld.

## België
Er zijn onder meer rondvaartboten in Zeebrugge, Brugge, Gent, Antwerpen, Brussel, Halle, Dinant en Namen.